# Чому у носорога шкура у складках?
«Чому у носорога шкура у складках» — радянський чорно-білий мультфільм 1938 року. За мотивами однойменної казки (1902) Редьярда Кіплінга. Стрічка знаходиться в громадському надбанні, оскільки випущена понад 70 років тому. Продовження мультфільму «Відважний моряк» 1936 року.

## Сюжет
«Активні персонажі»
- Носоріг
- Відважний моряк — (мешканець безлюдного острова)
- Мавпа, Папуга, Їжатець, Черепаха — друзі моряка

Безжурний моряк після аварії корабля «Фортуни» опинився на безлюдному острові, де швидко знайшов друзів. Одного разу приятелі готували фруктовий пиріг, і на запах прийшов голодний злий Носоріг. Він зруйнував табір моряка та з'їв пиріг. Друзі вирішили помститися.
Ситий Носоріг скидає на березі свою шкуру і йде купатися. Поки він плаває, моряк з друзями за допомогою крихт від пирога і клею псують шкуру, що зсередини лежить на піску. Носоріг скоро її надягає назад, у нього все свербить, але зняти шкуру він більше не може. Він намагається зняти її об дерева, але друзі та їх мажуть клеєм. З того часу у носорога шкура у складках.

## Про мультфільм
Перші роки існування студії «Союзмультфільм» (1936—38) були віддані освоєнню целулоїдної технології (т. н. «діснеївського конвеєра»), необхідної для масового виробництва мальованих картин. Незважаючи на запозичену, неоригінальну стилістику більшості картин, вже в цей час стали з'являтися роботи, вдалі в художньому відношенні (насамперед — фільми В. Г. Сутеєва, такі, як «Шумне плавання» або «Чому у носорога шкура») у складках?").— Георгій Бородін